# Saint-Ferréol-d'Auroure
Saint-Ferréol-d'Auroure è un comune francese di 2 396 abitanti situato nel dipartimento dell'Alta Loira della regione dell'Alvernia-Rodano-Alpi.

## Società

### Evoluzione demografica
Abitanti censiti